# ブーガルー運動

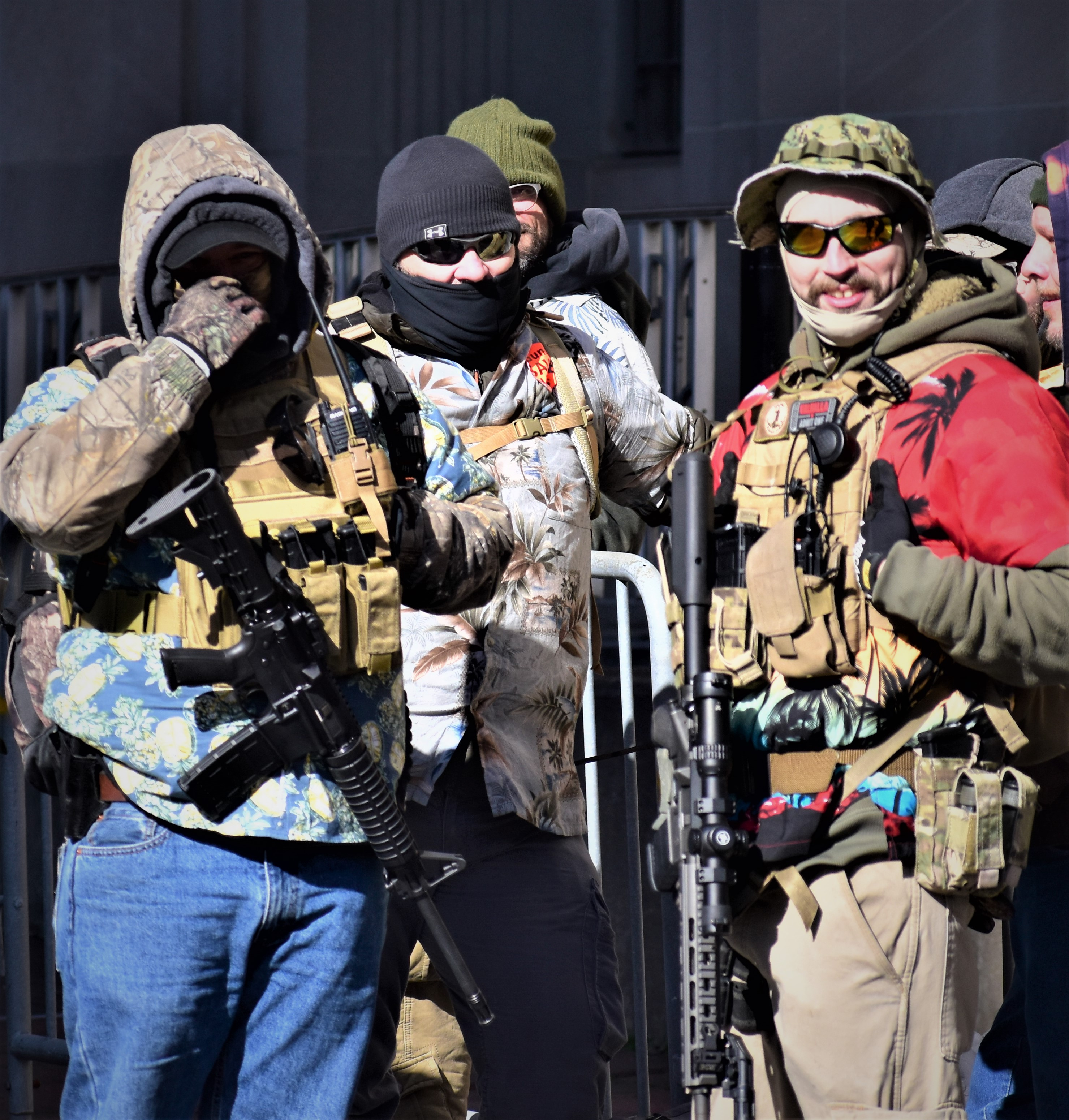
ブーガルー運動の支持者は、アロハシャツと戦闘服をしばしば一緒に着る。

ブーガルー運動（ブーガルーうんどう、boogaloo movement）は、大まかに組織されているアメリカ合衆国の極右、反政府、過激派の政治運動。この運動はミリシアとしても説明されている。「ブーガルー」は、2012年から画像掲示板ウェブサイトの4chanで使用されていたが、2019年後半まで広く注目されることはなかった。
この運動は、銃への支持と反政府の信条を掲げるグループで構成されている。 各グループの具体的なイデオロギーは異なっており、人種などの問題に関する見解も大きく異なる。

## 歴史
本来、「ブーガルー」という言葉は70~80年代にかけて黒人の間で流行したダンスミュージックの事を指すが、前述の通り4chan等では、インターネットユーザーが第二次南北戦争の隠語として主に使用していた。それが、元の「ブーガルー」カルチャーに於いてメインファッションの一つとなっていたアロハシャツを着用した兵士のようなインターネット・ミームが流布されると同時に、今の形へと変貌していった。
そして、一部の活動家達が、銃規制反対デモ等にアロハシャツを着て参加するようになった。2020年1月に、ヴァージニア州リッチモンドで開かれた銃規制反対デモでは、複数の人物がプレートキャリアの下にアロハシャツを着用しているのが確認できる。
同年4月から5月にかけて、新型コロナウイルスの流行に伴うロックダウンに反対するデモが全米で開催されたが、それらの中で一番大規模に行われたミシガン州のデモに複数の活動家らが参加した。尚、その場には「ミシガン・リバティ・ミリシア」のメンバーや、他民兵組織のメンバーらもいた。
5月に、ケンタッキー州ミネアポリスにて、警官の指示に従わなかった黒人男性が警官に首を押さえつけられ殺害される事件が発生(死因については諸説あり)してから、ブーガルー運動が世間の注目を浴びることになった。活動家達は、「Black lives matter」デモに帯同する形で参加し、同デモを主に支持する活動を行った。デモにどのような形で参加したかはバラバラで、警護の名目で参加した者達もいれば、暴徒により破壊されたパトカーの上に飛び乗る等の行動をした者もおり、運動を解説する上で非常に難点となっている。

## 主義主張
この運動は緩く組織されている為、各活動家によって、主義主張は大きく異なっている。しかし、多くはリバタリアン主義と同調しており、個人の自由に重きを置いている。また、それと同じように、銃規制反対も彼らの掲げる目標の一つである。多くの銃規制反対活動家とは異なり、人種を超えた活動を全面に押し出しているのが特徴である。
他にも、これまでアメリカの民兵運動で主流だった「スリー・パーセンター・ムーブメント」を批判したり、ドナルド・トランプ大統領への支持を否定するなど、既存路線からかけ離れた行動をとった者もいる。

## 事件
ブーガルー運動に同調する活動家が逮捕される事件が複数発生している。
- 2020年4月に、テキサス州において、警官を襲撃しようとFacebook上で配信した自称ブーガルーの男が逮捕された。
- 「Black lives matter」デモの最中に、危険物を違法に所持した容疑で自称ブーガルー活動家の3人が2020年6月に逮捕された。3人中2人はそれぞれアメリカ空軍と陸軍の予備兵だった。
- 2020年8月には、オークランドに於いて、バンから銃を発射し、保安官と連邦警備員を殺害したとして、空軍に所属していた自称ブーガルーの男が逮捕された。彼の自宅に止めてあったバンには、血で「boog」(ブーガルーの短縮形)という文字が書かれていた。
- 2020年9月には、テロ組織ハマスに資材を提供しようとしたとして、自称ブーガルーの男2人が逮捕された。
- 同月に、カリフォルニア州のサンタクララ軍の公衆衛生担当官に脅迫の手紙を送り付けた自称ブーガルーの男が逮捕された。
- 2020年10月に、テロ活動としてミシガン州の知事のグレッチェン・ホイットマーの誘拐を企てた（英語版）として逮捕された者に関係者がいた[7]。
- 2021年アメリカ合衆国議会議事堂襲撃事件に関係する団体が参加していたと見られている[8]。